# Kingsley (Kentucky)
Kingsley – miasto w Stanach Zjednoczonych, w stanie Kentucky, w hrabstwie Jefferson.